# Cora Flores
Cora Edna Flores González (San Luis Potosí, 2 de agosto de 1936) es una bailarina, coreógrafa y maestra, apareció en el escenario dancístico del Ballet Concierto de México, hoy, Compañía Nacional de Danza.

## Trayectoria
A lo largo de su carrera Cora Flores ha impartido cursos importantes para varias generaciones de bailarines mexicanos, que han destacado en todo el mundo. La plenitud de sus trabajos como bailarina y coreógrafa derivó en la presentación de cada uno de sus grupos de bailarines avanzados con coreografías originales y montajes de ella misma.
Inició sus estudios y su carrera de bailarina en el Ballet Concierto de México dirigido por Sergio Unger y Felipe Segura. Su formación contemporánea la recibió de Louis Falco y Xavier Francis. Según Felipe Segura, Cora Flores bailó, lo mismo Las sílfides que la controversial obra Fuego muerto de Jorge Cano, quien creó para ella Café Concordia, obra en la que proyectó su belleza y su plasticidad.
Entre sus maestros, en su formación clásica, se encuentran personajes como Socorro Bastida, César Bordes, Sonia Castañeda, Nelsy Dambré, Natalia Dudiskaya, Lupe Serrano, Guillermo Keys y Nellie Happee.
Trabajó sucesivamente en las compañías que antecedieron al establecimiento de lo que es hoy, la Compañía Nacional de Danza. En ellas alcanzó la categoría de primera bailarina e interpretó los papeles principales de las obras del repertorio clásico: Las sílfides, El lago de los cisnes, Coppelia, La bella durmiente, Giselle, Romeo y Julieta, entre otras.
En 1954 fue invitada a bailar con la compañía de N. Gollner y P. Petroff. En esos años también participó en temporada de operas.
En 1959 ingresó al Ballet Folklórico de México, dirigido por Amalia Hernández e intervino como solista en la famosa gira europea de 1961. Durante su estancia en París tomó clases con N. Dubinskaya.
Con el Ballet Folklórico Cora viajó por la República Mexicana, fue de las pioneras en las presentaciones dominicales en el Palacio de Bellas Artes, junto con la exhibición de la cortina de cristal de Tiffany, que en ese tiempo era lo primordial. Recorrieron los Estados Unidos contratados ahora por Sol Hurok, y desde luego, dentro de las giras a Europa participó en la presentación que le dio a la compañía el Premio de las Naciones.
No dejó Ballet Concierto, participó en todas sus temporadas en el Palacio de Bellas Artes; y a partir de la tercera en partes estelares. Fue de los cuatro intérpretes de la coreografía que levantó al público de sus asientos: Huapango de Gloria Contreras.
En 1963 ingreso al Ballet Folklórico del Instituto Mexicano del Seguro Social, dirigido por Guillermo Arriaga. Junto con Ballet Concierto realizó giras por todo el mundo. Incursionó, asimismo, en el género de la comedia musical en obras como Brigadoon, con Agnes de Mille y Paren al mundo que quiero bajarme, de Alfonso Arau. Sus enormes dotes de bailarina dramática la llevaron a interpretar paradigmáticamente en 1968, el personaje de la Patria en el Zapata,de Guillermo Arriaga.

"Bailé Zapata, la coreografía esa que tiene todos los años del mundo […] el haberme escogido a mi fue una sorpresa porque yo no era una bailarina moderna y nunca había tomado clases de moderno. Y me escogió a mí para que fuera sucesora de un montón que ya lo habían bailado siendo bailarinas modernas. La primera Rocío (Sagaón), Ana Mérida, Evelia Beristain, creo que Roseyra (Marenco) también lo llegó a bailar. Desde las Olimpiadas lo he bailado yo. [...]creo que por número, por la cantidad de veces que lo he bailado, creo que pueda ser de los ballets que he bailado más veces." - Cora Flores

En 1971 se integró al Taller Coreográfico de la Universidad bajo la dirección de Gloria Contreras en donde, en pleno dominio de sus facultades de bailarina, participó en todo el repertorio. En esa compañía se inició como coreógrafa en obras como Collage, Kannon a tres y Ensayo. Flores jamás detuvo su formación y preparación: durante la década de los setenta asistió a la escuela del norteamericano Louis Falco, en Nueva York, para especializarse en su técnica, desprendida de la Humphrey-Limón.
En 1980 funda, junto con Cristina Gallegos y Aurora Agüeria, el grupo Danza Libre Universitaria, en donde interpretó, entre otras, obras como Fault line de Susan Marshall y Percusiones de Cristina Gallegos. En Danza Libre Universitaria continuo interpretando la obra Zapata en gira por diversos países como Cuba y Costa Rica. En 1983 fue directora de la Escuela Nacional de Danza Clásica del Sistema Profesional para la Enseñanza de la Danza en México. En 1984 fue bailarina huésped de la Compañía Nacional de Danza en la obra de Ana Mérida: Balada de la luna y el venado. En 1985 realizó la coreografía de La otra flor, obra múltiple dirigida por Salvador Flores con música de Rafael Elizondo. Y para preservar obras de la danza mexicana graba para la UTEC, las interpretaciones de obras como Balada de la luna y el venado, Zapata y La Coronela de Waldeen.
En 1986 es invitada, por el Teatro Nacional de Costa Rica, para interpretar el papel protagónico de la cantata Fuego y sombra escrita por Lil Picado en homenaje al poeta Federico García Lorca. Esta obra multidisciplinaria fue dirigida por Luis Carlos Vázquez y la coreógrafa Cristina Gigirey. Invitada por el gobierno de Costa Rica acepta dirigir la Compañía Nacional de Danza de ese país, de 1987 a 1990. En 1987 realiza la coreografía para Bolero, la cual cumplió más de doscientas representaciones a lo largo de dos años, y en países como Nicaragua, El Salvador, Honduras, Guatemala, México, Puerto Rico y Brasil: un evento sin precedentes en la historia de la danza de Costa Rica.
En 1991 recibió la distinción Una vida en la danza por parte del Centro Nacional de Investigación, Documentación e Información de la Danza José Limón (CENIDI Danza José limón). Entre sus obras más recientes están la coreografía para la ópera La Traviata (Festival Cultural de Sinaloa, 1993) y, sobre todo, Una historia de piratas, para público infantil, la que alcanza más de doscientas representaciones tanto en la Sala Miguel Covarrubias de la UNAM como en el Teatro de la Danza del INBA.
La plenitud de sus trabajos como bailarina y coreógrafa ha llevado a la presentación de cada uno de sus grupos de bailarines avanzados con coreografías originales y montajes de ella misma. Ha recibido innumerables homenajes, premios y distinciones a lo largo de su carrera y elogios de la crítica en todo el mundo.

"Su destacada, esbelta, bella presencia física en los escenarios del mundo la convierten en una bailarina fluida y adaptable, y, al mismo tiempo, rigurosa y exigente consigo misma, que desde muy joven se entregó a la danza profesional y participó en montajes que cubren la enorme gama de géneros tanto de danza escénica-popular como de concierto."

Actualmente colabora en el CENIDI Danza José Limón, en el área de documentación, donde realiza una labor vital para la reconstrucción de la historia de la danza.